# 胡璉 (按察使)
胡璉，江西承宣布政使司南康府建昌縣（今江西省永修縣），明朝初期政治人物。
胡璉早年進入國子監學習，洪武年間，擔任監察御史。洪武二十九年，出任山東按察使。後事不詳。